# حمر السافل (العدين)

تعديل مصدري - تعديل

حمر السافل محلة تابعة لقرية حمر، التابعة لعزلة جبل بحري بمديرية العدين إحدى مديريات محافظة إب في الجمهورية اليمنية.، بلغ تعداد سكانها 124 حسب تعداد اليمن لعام 2004.